# Томаш Галис
Томаш Галис е епископ на Римската католическа епархия в Жилина.

## Биография
Роден е на 22 декември 1950 г.първият от петте деца на Стивън Галис и Кристин Шрлакова. През 1966 г. завършва основно образование във Врютки. През 1969 г. завършва колежа във Врютки. От 1 октомври 1969 г. до 30 септември 1973 г. учи в Римокатолическия факултет по теология в Братислава. В периода от 1 октомври 1973 г. до 30 септември 1975 г. отбива военната си служба.
Ръкоположен е на 2 юни 1976 г. и е получил свещеническо ръкополагане на 6 юни 1976 г. в Катедралата „Свети Мартин“ в Братислава, от Юлий Габриш, апостолски управител на Търнава. Работи като викарий в енориите в Хриново и Брезно. През 1980 г. става енорийски свещеник в Лазани, а осем години по-късно в Клак. През 1990 г. е назначен за викарий на област Банска Бистрица област. През същата година става ректор на Висшата богословска семинария „Св. Франсизек Ксаури“ в Бадин, където е до 1999 г. Следва в Катедралната богословска академия в Краков и през 1998 г. получава докторска степен.
През 1999 г. папа Йоан Павел ІІ го назначава като помощник епископ на Бабаскарската диоцеза. Същата година се осъществява неговото епископално освещаване. След създаването на диоцеза в Жилина през 2008 г. папа Бенедикт XVI го назначава за епископ.